# Cuando rompen las olas
Cuando rompen las olas es una película dramática colombiana de 2006 dirigida y escrita por Riccardo Gabrielli y protagonizada por Alejandra Borrero, Sara Corrales, Diego Trujillo, Mabel Moreno, Ramsés Ramos y Tatiana Rentería. Fue filmada en varias localidades colombianas como Cartagena, Carmen de Apicalá, Girardot, Melgar, Santa Marta y Bogotá.

## Sinopsis
En el baúl de su abuela, un niño encuentra un viejo álbum de fotos que le revela un secreto. Esto lo llevará, junto con su hermano, su abuela y una joven enfermera, a una gran aventura que tocará sus vidas para siempre.

## Reparto
- Alejandra Borrero como Helena.
- Sara Corrales como la enfermera.
- Diego Trujillo como Arturo.
- Mabel Moreno como Clara.
- Ramsés Ramos como Pedro.
- Tatiana Rentería como Juanita.